# Епархия Лозанны, Женевы и Фрибура
Епархия Лозанны, Женевы и Фрибура (лат. Dioecesis Lausannensis, Genevensis et Friburgensis) — епархия Римско-католической церкви с центром в городе Фрибур, Швейцария. Епархия Лозанны, Женевы и Фрибура напрямую подчиняется Святому Престолу. Кафедральным собором епархии Лозанны, Женевы и Фрибура является собор Святого Николая.

## История
В IV веке возникла епархия Женевы, в VI веке — епархия Лозанны.
30 января 1821 года епархии Женевы и Лозанны были объединены в епархию Лозанны и Женевы.
15 февраля 1822 года епархия Лозанны и Женевы уступила часть территории новоучреждённой епархии Анси.
17 октября 1924 года епархия Лозанны и Женевы была переименована в епархию Лозанны, Женевы и Фрибура.

## Ординарии епархии
- епископ Пьер-Тоби Йенни (10.07.1815 — † 8.12.1845)
- епископ Этьенн Марийе (19.01.1846 — 17.11.1879)
- епископ Кристофор Козанде (19.12.1879 — † 1.10.1882)
- кардинал Гаспар Мермийо (15.03.1883 — 11.03.1891)
- епископ Жозеф Дерюа (14.03.1891 — † 29.09.1911)
- епископ Андре-Морис Бове (30.11.1911 — † 3.08.1915)
- епископ Пласид Кольяр (6.12.1915 — † 10.02.1920)
- епископ Марьюс Бессон (7.05.1920 — † 22.02.1945)
- епископ Франсуа Шаррьер (20.10.1945 — 29.12.1970)
- епископ Пьер Мами (29.12.1970 — 9.11.1995)
- епископ Амеде Граб, O.S.B. (9.11.1995 — 12.06.1998), назначен епископом Кура
- епископ Бернар Жену (18.03.1999 — † 21.09.2010)
- епископ Шарль Мореро, O.P. (с 3.11.2011)